# David di Donatello al millor argument
El premi David di Donatello al millor argument (en italià: David di Donatello per la migliore sceneggiatura) és un premi de cinema que va atorgar l'Acadèmia del Cinema Italià (ACI, Accademia del Cinema Italiano) per reconèixer al millor argument cinematogràfic. El premi es va donar per primera vegada el 1975 i es va deixar de donar el 2016, amb excepció de les edicions de 1978, 1979 i 1980.

## Guanyadors
Els guanyadors del premi han estat:

### Anys 1970
- 1975: Age & Scarpelli - Romanzo popolare
- 1976: Alberto Bevilacqua i Nino Manfredi - Attenti al buffone
- 1977: Leo Benvenuti i Piero De Bernardi - La stanza del vescovo
- 1978: no atorgat
- 1979: no atorgat

### Anys 1980
- 1980: no atorgat
- 1981: Tonino Guerra i Francesco Rosi - Tre fratelli
- 1982: Sergio Amidei i Marco Ferreri - Storie di ordinaria follia
- 1983: Sergio Amidei i Ettore Scola - La Nuit de Varennes
- 1984: Federico Fellini i Tonino Guerra - E la nave va
- 1985: Paolo i Vittorio Taviani i Tonino Guerra - Kaos
- 1986: Leo Benvenuti, Suso Cecchi D'Amico, Piero De Bernardi, Mario Monicelli i Tullio Pinelli - Speriamo che sia femmina
- 1987: Ruggero Maccari, Furio Scarpelli i Ettore Scola - La famiglia
- 1988: Leo Benvenuti, Piero De Bernardi i Carlo Verdone - Io e mia sorella; Bernardo Bertolucci i Mark Peploe – L'últim emperador (ex aequo)
- 1989: Francesca Archibugi, Gloria Malatesta i Claudia Sbarigia - Mignon è partita

### Anys 1990
- 1990: Pupi Avati - Storia di ragazzi e di ragazze
- 1991: Sandro Petraglia, Stefano Rulli i Daniele Luchetti - Il portaborse; Maurizio Nichetti e Guido Manuli - Volere volare (ex aequo)
- 1992: Carlo Verdone e Francesca Marciano - Maledetto il giorno che t'ho incontrato
- 1993: Francesca Archibugi - Il grande cocomero
- 1994: Ugo Chiti e Giovanni Veronesi - Per amore, solo per amore
- 1995: Alessandro D'Alatri - Senza pelle; Luigi Magni e Carla Vistarini - Nemici d'infanzia (ex aequo)
- 1996: Furio Scarpelli, Ugo Pirro e Carlo Lizzani - Celluloide
- 1997: Fabio Carpi - Nel profondo paese straniero
- 1998: Vincenzo Cerami i Roberto Benigni - La vita è bella
- 1999: Giuseppe Piccioni, Gualtiero Rosella i Lucia Zei - Fuori dal mondo

### Anys 2000
- 2000: Doriana Leondeff i Silvio Soldini - Pane e tulipani
- 2001: Claudio Fava, Monica Zapelli i Marco Tullio Giordana - I cento passi'
- 2002: Ermanno Olmi - Il mestiere delle armi
- 2003: Matteo Garrone, Massimo Gaudioso i Ugo Chiti - L'imbalsamatore
- 2004: Sandro Petraglia i Stefano Rulli - La meglio gioventù
- 2005: Paolo Sorrentino - Le conseguenze dell'amore
- 2006: Stefano Rulli, Sandro Petraglia i Giancarlo De Cataldo amb la col·laboració de Michele Placido – Romanzo criminale
- 2007: Daniele Luchetti, Sandro Petraglia i Stefano Rulli - Mio fratello è figlio unico
- 2008: Sandro Petraglia - La ragazza del lago
- 2009: Maurizio Braucci, Ugo Chiti, Gianni Di Gregorio, Matteo Garrone, Massimo Gaudioso i Roberto Saviano - Gomorra

### Anys 2010
- 2010: Francesco Bruni, Francesco Piccolo i Paolo Virzì - La prima cosa bella
- 2011: Mario Martone i Giancarlo De Cataldo - Noi credevamo
- 2012: Paolo Sorrentino i Umberto Contarello - This Must Be the Place
- 2013: Roberto Andò i Angelo Pasquini - Viva la libertà
- 2014: Francesco Piccolo, Francesco Bruni i Paolo Virzì - Il capitale umano
- 2015: Francesco Munzi, Fabrizio Ruggirello (pòstum) e Maurizio Braucci - Anime nere
- 2016: Paolo Genovese, Filippo Bologna, Paolo Costella, Paola Mammini i Rolando Ravello - Perfetti sconosciuti